# Mandril
De mandril (Mandrillus sphinx) is een aap uit de familie Cercopithecidae die voorkomt in Centraal-Afrika. De mandril is buiten de mensapen de grootste aap ter wereld. De wetenschappelijke naam van de soort werd in 1758 als Simia sphinx gepubliceerd door Carl Linnaeus.

## Uiterlijk
De mandril lijkt op een aap met oorlogskleuren. Hij heeft enorme hoektanden ter grootte van de duimen van een mens en leeft gewoonlijk in een groep of harem, geleid door een dominant mannetje. Dit mannetje dat aan het hoofd staat is het meest kleurrijke lid van zijn troep, die voornamelijk uit vrouwtjes bestaat. Hij heeft een kenmerkende blauwe, paarse en rode tekening, een feloranje kin, snorharen aan de zijkant en een blauw tot lichtpaars achterste. Ondanks zijn woeste verschijning, is de mandril toch een schuw dier en veel van zijn levensstijl en gedrag blijft voor ons een mysterie. Een mandril wordt ongeveer 63 tot 81 cm lang.

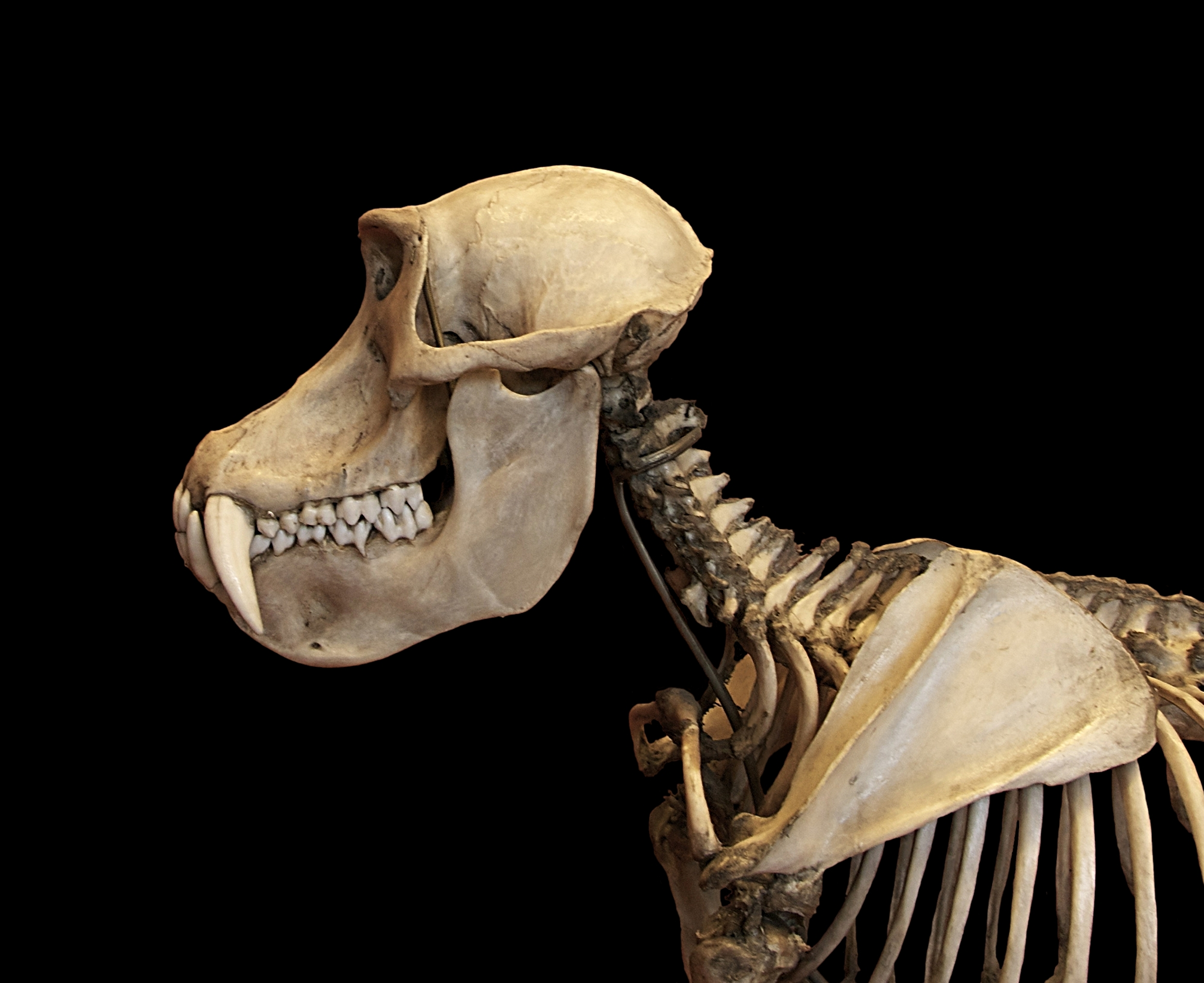
Geraamte van een mandril
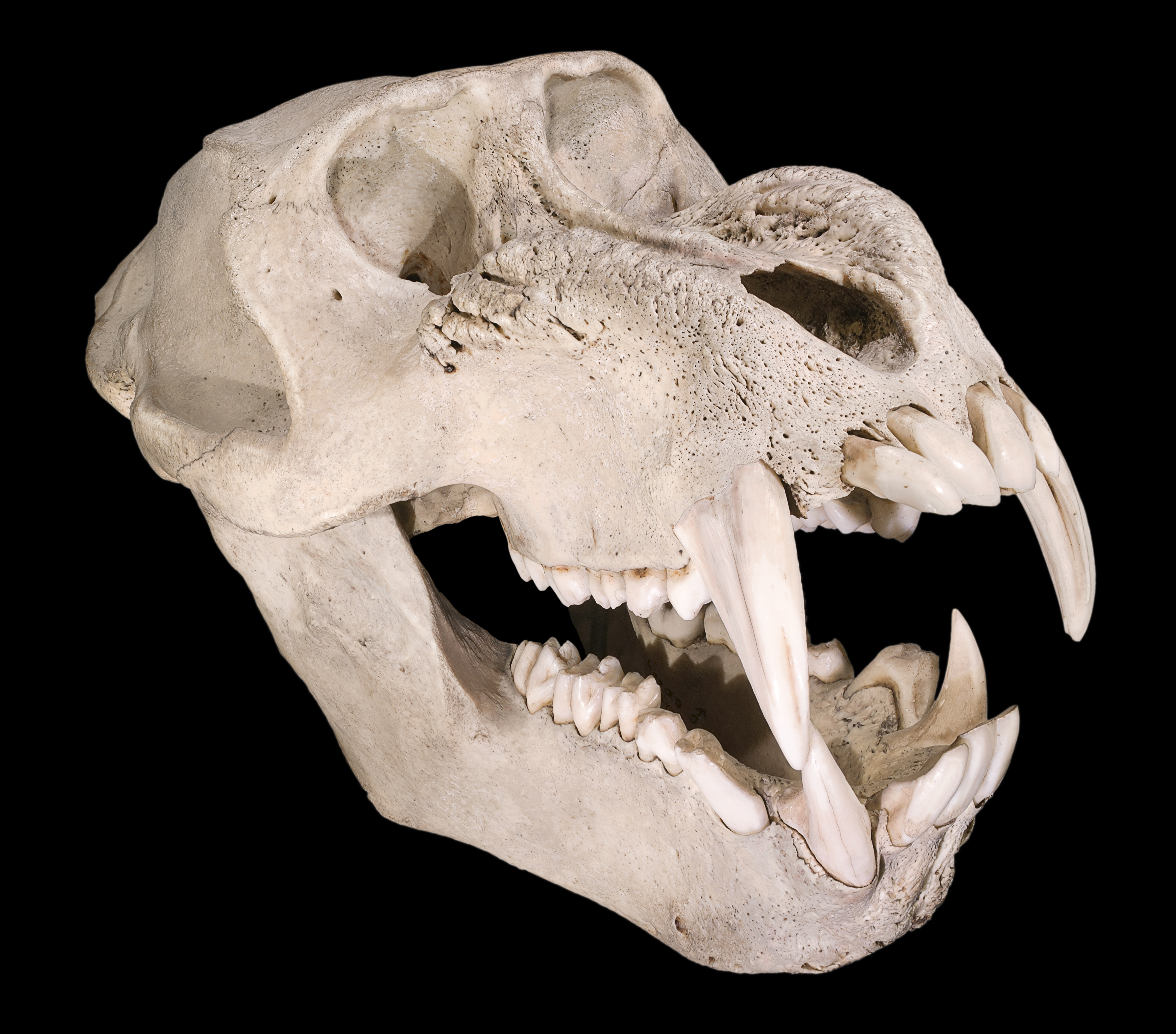
Mandrilschedel, mannelijk
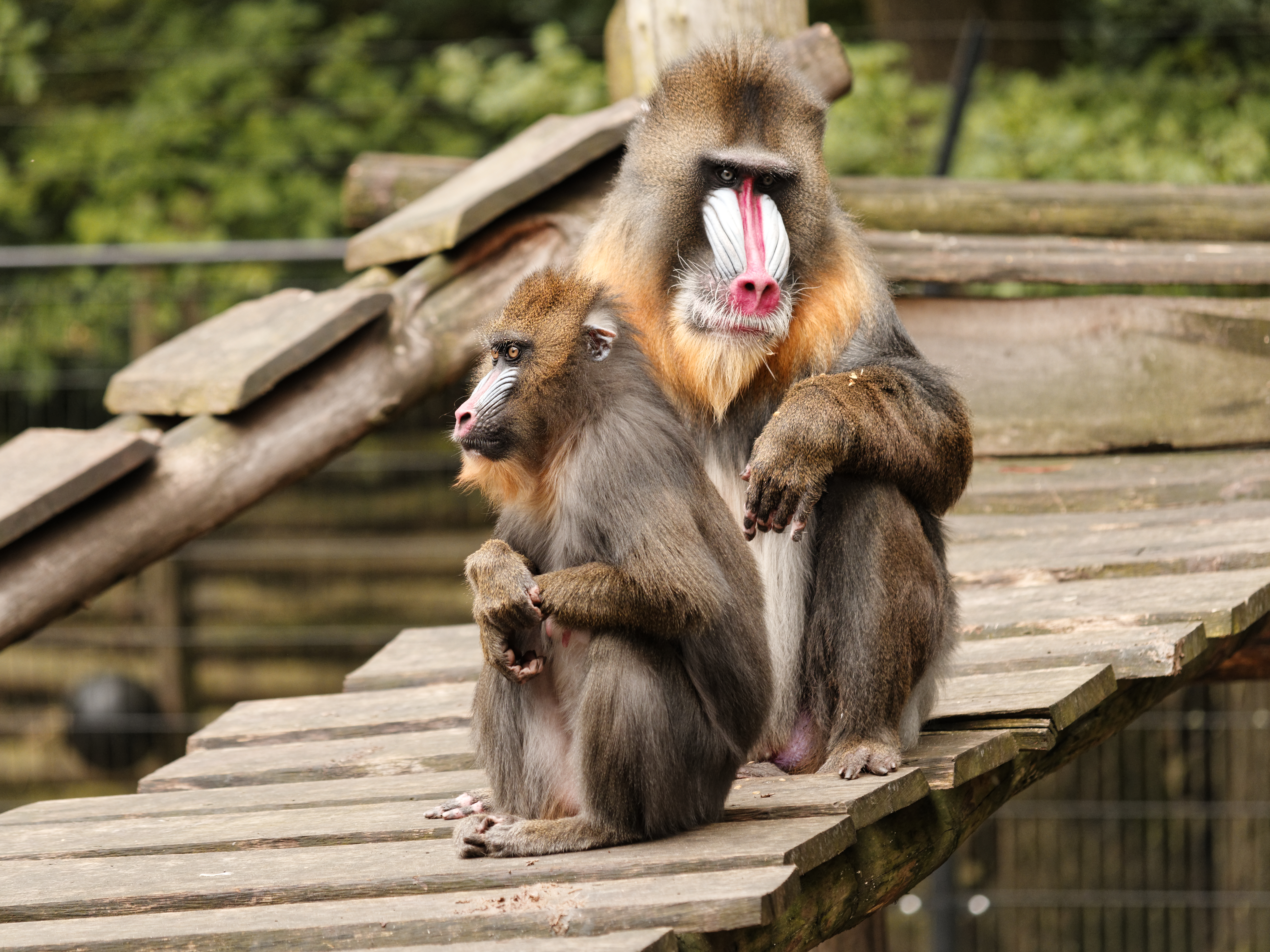
Mandrils in de dierentuin

## Leefgebied
Mandrils komen voor in de tropische regenwouden van Equatoriaal-Guinea,  Zuid-Kameroen, Gabon en Congo-Brazzaville.

## Gedrag
Mandrils leven in grote troepen die voornamelijk uit vrouwtjes bestaan. Binnen iedere troep zijn verschillende harems, ieder met één mannetje. Een dominant mannetje voegt zich bij een harem voor alleen de paartijd, of als permanent lid. Andere mannetjes kunnen zich erbij voegen, maar zijn dan lager in rang, terwijl sommige grotendeels solitair leven. De groepsgrootte varieert van kleine harems van vijftien tot dertig dieren, tot grotere troepen van driehonderd dieren. In het verleden, toen er nog volop mandrils waren, voegden ze zich soms samen tot een supertroep van meer dan duizend dieren. Overdag brengen mandrils het grootste deel van hun tijd door met voedsel zoeken op de grond. Iedere nacht kiezen ze een nieuwe slaapplaats in de bomen om roofdieren te ontlopen. Ze markeren hun territorium met geur en verdedigen het tegenover rivalen. Net als andere primaten, vlooien mandrils regelmatig elkaars vacht.
Doordat de bosachtige gebieden waarin mandrils leven zeer snel verdwijnen worden zij in hun voortbestaan bedreigd. In het wild zijn er nog maar ongeveer drieduizend over.

## Voortplanting
Vrouwelijke mandrils zijn 6 tot 7 maanden zwanger en jongen worden meestal geboren in januari tot april. Mandrils paren echter elke 33 dagen.
Iedere harem heeft gewoonlijk een dominant mannetje of 'pasja', die beduidend groter en kleurrijker is dan de andere. Dit dient om zijn geslacht en mannelijkheid te bewijzen. Jongen worden geboren met een zwarte vacht en roze huid. Ze reizen met de moeder mee, eerst stevig aan haar buik geklemd, later zittend op haar rug. Jonge vrouwtjes blijven gewoonlijk binnen de harem waarin ze geboren worden, terwijl jonge mannetjes grotendeels wegtrekken en solitair leven.